# Gerichtliche Hinweispflicht (Deutschland)
Die gerichtlichen Hinweispflichten normieren die Ansprüche der Prozessparteien, durch das Gericht auf besondere Umstände oder Auffassungen des Gerichts hingewiesen zu werden. Sie differieren in den einzelnen Verfahrensordnungen.
Gerichtliche Hinweispflichten dienen nach der Rechtsprechung des Bundesverfassungsgerichts der Vermeidung von Überraschungsentscheidungen und konkretisieren den Anspruch der Parteien auf rechtliches Gehör (Art. 103 Abs. 1 GG).

## Deutschland

### Zivilprozess
Im Zivilprozess gilt der Beibringungsgrundsatz. Deshalb haben sich in erster Linie die Parteien selbst in ihrem schriftlichen und mündlichen Vortrag über alle entscheidungserheblichen tatsächlichen Umstände vollständig und wahrheitsgemäß zu erklären (§ 130, § 138 ZPO). Die Prozessleitung und Entscheidungsfindung sind aber Aufgabe des Gerichts (§ 136 ZPO).
Die materielle Prozessleitung gem. § 139 ZPO in der seit dem 1. Januar 2002 geltenden Fassung soll ein faires Verfahren für die Parteien und rechtliches Gehör (Art. 103 Abs. 1 GG, siehe BVerfG) für sie gewährleisten sowie die Mitverantwortung des Gerichts für eine umfassende tatsächliche und rechtliche Klärung des Streitstoffs hervorheben.

#### Inhalt und Umfang
Der Richter muss in I. und II. Instanz nach § 139 Abs. 1 ZPO den Sachverhalt und die Rechtsfragen mit den Parteien offen und uneingeschränkt erörtern. Die Hinweise müssen nicht nur vollständig und rechtzeitig, d. h. gegebenenfalls schon vor der mündlichen Verhandlung erfolgen, sondern auch genau erkennen lassen, welche Aufklärung, welchen Vortrag oder welche Beweisantritte das Gericht noch für erforderlich hält. Sie sind aktenkundig zu machen (§ 139 Abs. 4 ZPO). Dies ist im Hinblick auf die Überprüfung möglicher Rechtsfehler im Sinne des § 546 ZPO in Berufung (§ 513 ZPO) oder Revision (§ 545 ZPO) von besonderer Bedeutung. Die unterbliebene Dokumentation hat zur Folge, dass das Rechtsmittelgericht bei entsprechender Verfahrensrüge von der Nichterteilung des Hinweises ausgehen und die Sache an das Ausgangsgericht zurückverweisen muss. Ist eine Berufung nicht zulässig, so kommt auf eine Rüge der beschwerten Partei hin eine Fortführung des Rechtsstreits gemäß § 321a ZPO in Betracht. Stellt das Gericht nach der letzten mündlichen Verhandlung, aber vor Absetzung des Urteils eine Verletzung der Hinweis- und Aufklärungspflicht fest, so ist die Verhandlung gem. § 156 Abs. 2 Nr. 1 ZPO wieder zu eröffnen. Eine Verletzung der Erörterungspflicht kann dagegen nicht erfolgreich gerügt werden.
Die Hinweispflicht besteht insbesondere dann, wenn die betroffene Partei einen Gesichtspunkt erkennbar übersehen oder für unerheblich gehalten hat, § 139 Abs. 2 Satz 1 ZPO. Hinweise des Prozessgegners lassen die gerichtliche Hinweispflicht nicht ohne weiteres entfallen. Die Pflicht zum Hinweis auf Zulässigkeitsbedenken (Hinweisbeschluss) bezieht sich auf Prozess- und Rechtsmittelvoraussetzungen, § 139 Abs. 3 ZPO.
Die Verantwortung für die Erteilung der Hinweise trifft das Gericht, also den Spruchkörper in seiner Gesamtheit. Das Gericht muss der betroffenen Partei eine Gelegenheit zur Reaktion auf den Hinweis geben. Gegebenenfalls muss der betroffenen Partei ein Schriftsatznachlass gemäß § 139 Abs. 5 ZPO in Verbindung mit § 296 a S. 2 ZPO gewährt werden. Eine auf den Hinweis abgegebene Erklärung kann nicht gemäß § 296 ZPO als verspätet zurückgewiesen werden.
Ein wiederholter Hinweis kann geboten sein, wenn die betroffene Partei auf den Hinweis hin keine ausreichende Erklärung abgibt. Auf die Änderung von Anträgen darf das Gericht nur hinwirken, wenn sie sich im Rahmen des Prozessbegehrens der Partei halten. Auf die Notwendigkeit der Benennung von Beweismitteln ist hinzuweisen, wenn sich aus dem übrigen Vorbringen ergibt, dass das Unterbleiben des Beweisantritts auf einem Versehen beruht. Zulässig und geboten ist es, widersprüchlichen und mehrdeutigen Sachvortrag aufzuklären.
Im Rahmen der rechtlichen Erörterung gemäß § 139 Abs. 1 ZPO ist zum Beispiel darauf hinzuweisen, dass das Gericht einen Vertrag anders auslegen will als die Parteien. Das Gericht darf auch darauf hinweisen, dass ein Antrag auf Erlass eines Versäumnisurteils oder eine Erledigterklärung nebst Antrag auf einen Beschluss gemäß § 91 a ZPO gestellt werden kann oder dass eine unrichtige Parteibezeichnung berichtigt wird.

#### Grenzen
Der Aufklärungspflicht sind Grenzen gezogen durch das Gebot der richterlichen Neutralität. Der Richter darf sich durch seine Hinweise nicht einseitig auf die Seite einer Partei schlagen. Erweckt der Richter den Anschein der Parteilichkeit, so kann er nach § 42 ZPO wegen der Besorgnis der Befangenheit abgelehnt werden.
Sehr streitig ist, ob der Richter auf die Einrede der Verjährung hinweisen darf. Der Bundesgerichtshof hat das im Jahr 2003 verneint.

### Verwaltungsprozess
Über öffentlich-rechtliche Streitigkeiten nichtverfassungsrechtlicher Art entscheiden die Verwaltungsgerichte (§ 40 VwGO). Soweit die VwGO keine eigenen Bestimmungen über das Verfahren enthält, ist die Zivilprozessordnung entsprechend anzuwenden, wenn die grundsätzlichen Unterschiede der beiden Verfahrensarten dies nicht ausschließen (§ 173 VwGO). Denn im Verwaltungsprozess dominiert der Untersuchungsgrundsatz, er weist aber auch Elemente des Beibringungsgrundsatzes auf, zum Beispiel bei der Zurückweisung verspäteten Vorbringens gemäß § 87b VwGO.
Nach § 104 Abs. 1 VwGO hat der Vorsitzende die Streitsache mit den Beteiligten tatsächlich und rechtlich zu erörtern. Diese Erörterung muss sich auf das Ergebnis einer eventuellen Beweisaufnahme erstrecken (§ 108 Abs. 2 VwGO). Der Umfang der Erörterung im Einzelfall hat sich jedoch an der jeweiligen konkreten Sachlage auszurichten. In der Regel bleiben nämlich die Beweiswürdigung, das daraus folgende Beweisergebnis und die hieraus zu ziehenden Schlussfolgerungen der richterlichen Schlussberatung vorbehalten und entziehen sich deshalb einer vorherigen Erörterung mit den Beteiligten.
Nach § 86 Abs. 3 VwGO hat der Vorsitzende darauf hinzuwirken, dass Formfehler beseitigt, unklare Anträge erläutert, sachdienliche Anträge gestellt, ungenügende tatsächliche Angaben ergänzt, ferner alle für die Feststellung und Beurteilung des Sachverhalts wesentlichen Erklärungen abgegeben werden. Die Hinweispflicht dient wie im Zivilprozess der Wahrung rechtlichen Gehörs, soll insbesondere verhindern, dass die Beteiligten durch die Entscheidung des Gerichts überrascht werden.
Insoweit enthält die VwGO eigene Bestimmungen über das Verfahren. Es besteht daher kein Bedürfnis, etwa § 139 ZPO entsprechend anzuwenden.
§ 155 FGO und § 202 SGG enthalten für die besondere Verwaltungsgerichtsbarkeit dem § 173 VwGO entsprechende Regelungen.
Die Hinweis- und Aufklärungspflicht hat nicht nur den Zweck, die sachgemäße Durchführung des Verfahrens zu erleichtern und zu verhindern, dass die Verwirklichung der den Beteiligten zur Verfügung stehenden formellen Verfahrensrechte und materiellen Ansprüche an deren Unerfahrenheit, Unbeholfenheit oder mangelnden Rechtskenntnis scheitert. Sie soll vor allem auch zu einer richtigen, dem Gesetz entsprechenden Entscheidung des Gerichts beitragen. Im Übrigen gilt das zu § 139 Abs. 2 ZPO Gesagte sinngemäß.

### Strafprozess
Im Strafprozess findet der Untersuchungsgrundsatz uneingeschränkt Anwendung. Die richterlichen Hinweis- und Aufklärungspflichten sind für das Strafverfahren in der StPO abschließend geregelt. Zentrale Vorschrift für die Hauptverhandlung ist § 265 StPO.
Nur die in der Anklage (§ 151, § 200 StPO) bzw. Nachtragsanklage (§ 266 StPO) zugelassene Tat im strafprozessualen Sinn ist Gegenstand der Hauptverhandlung und der Urteilsfindung (Immutabilitätsprinzip, § 264 StPO). Auf eine Veränderung der rechtlichen Gesichtspunkte oder der Sachlage hat das Gericht deshalb besonders hinzuweisen (§ 265 StPO in der seit dem 25. Juli 2015 geltenden Fassung). Die Hinweispflicht dient dem schutzwürdigen Verteidigungsinteresse des Angeklagten vor einer Überraschungsentscheidung. Auch der Verteidiger soll Gelegenheit haben, seine Verteidigung etwa gegen neu vorbrachte Tatsachen zum Täterverhalten angemessen vorzubereiten. Gegebenenfalls ist die Hauptverhandlung dafür auszusetzen (§ 265 Abs. 3 und Abs. 4 StPO).
Art und Umfang der Hinweispflicht, insbesondere die Frage, ob und inwieweit sich die Hinweispflicht auch auf Nebenstrafen (Fahrverbot, § 44 StGB) und Nebenfolgen (Verlust der Amtsfähigkeit, der Wählbarkeit und des Stimmrechts, § 45 StGB) erstreckt, waren lange umstritten.
Eine von dem Bundesministerium der Justiz und für Verbraucherschutz im Jahr 2014 eingesetzte Expertenkommission hatte deshalb eine Erweiterung und Klarstellung der Hinweispflichten in § 265 StPO befürwortet. Eine Grenze sah die Expertenkommission aber dort, wo Verpflichtungen geschaffen würden, die das erkennende Gericht in seiner Überzeugungsbildung behindern und damit den Prozess der Wahrheitsfindung gefährden würden. Daher empfahl die Kommission nicht, das Gericht zu Beginn der Hauptverhandlung etwa zur Abgabe vorläufiger Einschätzungen zur Beweisaufnahme oder zur Durchführung von Rechtsgesprächen zu verpflichten. Das Gericht kann jedoch gem. § 257b StPO in der Hauptverhandlung den Stand des Verfahrens mit den Beteiligten erörtern. Die Hinweispflicht bezieht sich seit Juli 2015 auch auf Maßregeln der Besserung und Sicherung (§ 265 Abs. 2 StPO).
Neben § 265 StPO ergibt sich eine besondere Hinweispflicht aus § 257c Abs. 4 Satz 4 StPO, wenn das Gericht die Voraussetzungen für eine tatsächliche Verständigung als nicht mehr gegeben ansieht.
Beruht das Urteil auf einem fehlenden Hinweis, hätten also Angeklagter oder Verteidiger sich bei ordnungsgemäßem Hinweis anders und wirksamer als geschehen verteidigt, kann das Urteil mit der Revision angefochten werden.

## Österreich, Liechtenstein
In Österreich und Liechtenstein ist auch die Bezeichnung Manuduktionspflicht gebräuchlich.